# Eleanor Dickinson
Eleanor May Dickinson, nota anche come Ellie Dickinson (Carlisle, 4 giugno 1998), è un'ex pistard e ciclista su strada britannica, vincitrice di tre medaglie d'argento nell'inseguimento a squadre ai Mondiali su pista (2018, 2019, 2020) e di tre titoli europei Elite su pista,  uno nell'americana (2017) e due nell'inseguimento a squadre (2018, 2019).

## Palmarès

### Pista
- 2016

1ª prova Coppa del mondo 2016-2017, Inseguimento a squadre (Glasgow, con Emily Kay, Manon Lloyd, Emily Nelson e Dannielle Khan)
Revolution Series Champions League, Scratch (Manchester)
- 2017

Campionati britannici, Inseguimento a squadre (con Manon Lloyd, Emily Nelson e Annasley Park)
Grand Prix of Poland, Corsa a punti (Pruszków)
Grand Prix of Poland, Inseguimento a squadre (Pruszków, con Neah Evans, Manon Lloyd ed Emily Nelson)
Campionati europei, Americana (con Manon Lloyd)
Campionati europei, Americana (con Elinor Barker)
3ª prova Coppa del mondo 2017-2018, Americana (Milton, con Katie Archibald)
- 2018

Campionati europei, Inseguimento a squadre (con Katie Archibald, Laura Kenny, Elinor Barker e Neah Evans)
2ª prova Coppa del mondo 2018-2019, Inseguimento a squadre (Milton, con Laura Kenny, Katie Archibald ed Elinor Barker)
2ª prova Coppa del mondo 2018-2019, Americana (Milton, con Katie Archibald)
4ª prova Coppa del mondo 2018-2019, Inseguimento a squadre (Londra, con Katie Archibald, Neah Evans, Laura Kenny ed Elinor Barker)
- 2019

Campionati europei, Inseguimento a squadre (con Katie Archibald, Neah Evans, Laura Kenny ed Elinor Barker)
2ª prova Coppa del mondo 2019-2020, Inseguimento a squadre (Glasgow, con Katie Archibald, Elinor Barker e Neah Evans)

## Piazzamenti

### Competizioni mondiali
- Campionati del mondo su pista

Aigle 2016 - Omnium Junior: 5ª
Hong Kong 2017 - Inseguimento a squadre: 5ª
Hong Kong 2017 - Inseguimento individuale: 12ª
Apeldoorn 2018 - Inseguimento a squadre: 2ª
Apeldoorn 2018 - Inseguimento individuale: 7ª
Pruszków 2019 - Inseguimento a squadre: 2ª
Pruszków 2019 - Inseguimento individuale: 8ª
Berlino 2020 - Inseguimento a squadre: 2ª
- Campionati del mondo su strada

Richmond 2015 - In linea Junior: 39ª

### Competizioni europee
- Campionati europei su pista

Atene 2015 - Inseguimento a squadre Junior: 5ª
Atene 2015 - Scratch Junior: 2ª
Atene 2015 - Velocità a squadre Junior: 5ª
Montichiari 2016 - Scratch Junior: 4ª
Montichiari 2016 - Inseguimento a squadre Junior: 3ª
Montichiari 2016 - Inseguimento individuale Junior: 4ª
Anadia 2017 - Inseguimento individuale Under-23: 2ª
Anadia 2017 - Scratch Under-23: 2ª
Anadia 2017 - Inseguimento a squadre Under-23: 4ª
Anadia 2017 - Omnium Under-23: 2ª
Anadia 2017 - Americana Under-23: vincitrice
Berlino 2017 - Corsa a eliminazione: 5ª
Berlino 2017 - Scratch: 12ª
Berlino 2017 - Americana: vincitrice
Glasgow 2018 - Inseguimento a squadre: vincitrice
Glasgow 2018 - Inseguimento individuale: 12ª
Apeldoorn 2019 - Inseguimento a squadre: vincitrice
- Campionati europei su strada

Plumelec 2016 - In linea Junior: 24ª
Herning 2017 - In linea Under-23: 32ª